# Troides vandepolli
Bướm cánh chim van de Poll (Troides vandepolli) là một loài bướm phượng sinh sống ở Java và Sumatra. Nó là loài đặc hữu của Indonesia và được bảo vệ bởi Công ước về buôn bán quốc tế các loài nguy cấp (CITES).
Loài này được đặt tên theo nhà côn trùng học người Hà Lan Neervoort Jacob R. H. van de Poll.

## Mô tả
Troides vandepolli là loài dị hình giới tính.
Đực: Màu nền của cánh trước là màu đen. Các đường gân được viền nhẹ bởi màu trắng. Mặt dưới của cánh trước có màu nâu sẫm. Các đường gân có viền trắng. Các cánh sau có màu đen. Có một vùng lớn màu vàng vàng ở phần đĩa và sau đĩa. Các tĩnh mạch màu đen và chúng phân cắt vùng vàng.
Mặt dưới tương tự như mặt trên. Ở mép trong có một đốm hơi vàng.
Mặt bụng màu nâu, mặt dưới màu vàng đen. Đầu và ngực màu đen. Gáy có một lớp lông màu đỏ.
Cái: Con cái lớn hơn con đực. Màu nền của con cái là màu nâu. Các đường gân có viền trắng. Có một vùng màu vàng với các đường vân sẫm màu chỉ ở phần đuôi và một chuỗi các đốm đen ở vùng màu vàng. Mặt dưới tương tự như mặt trên.

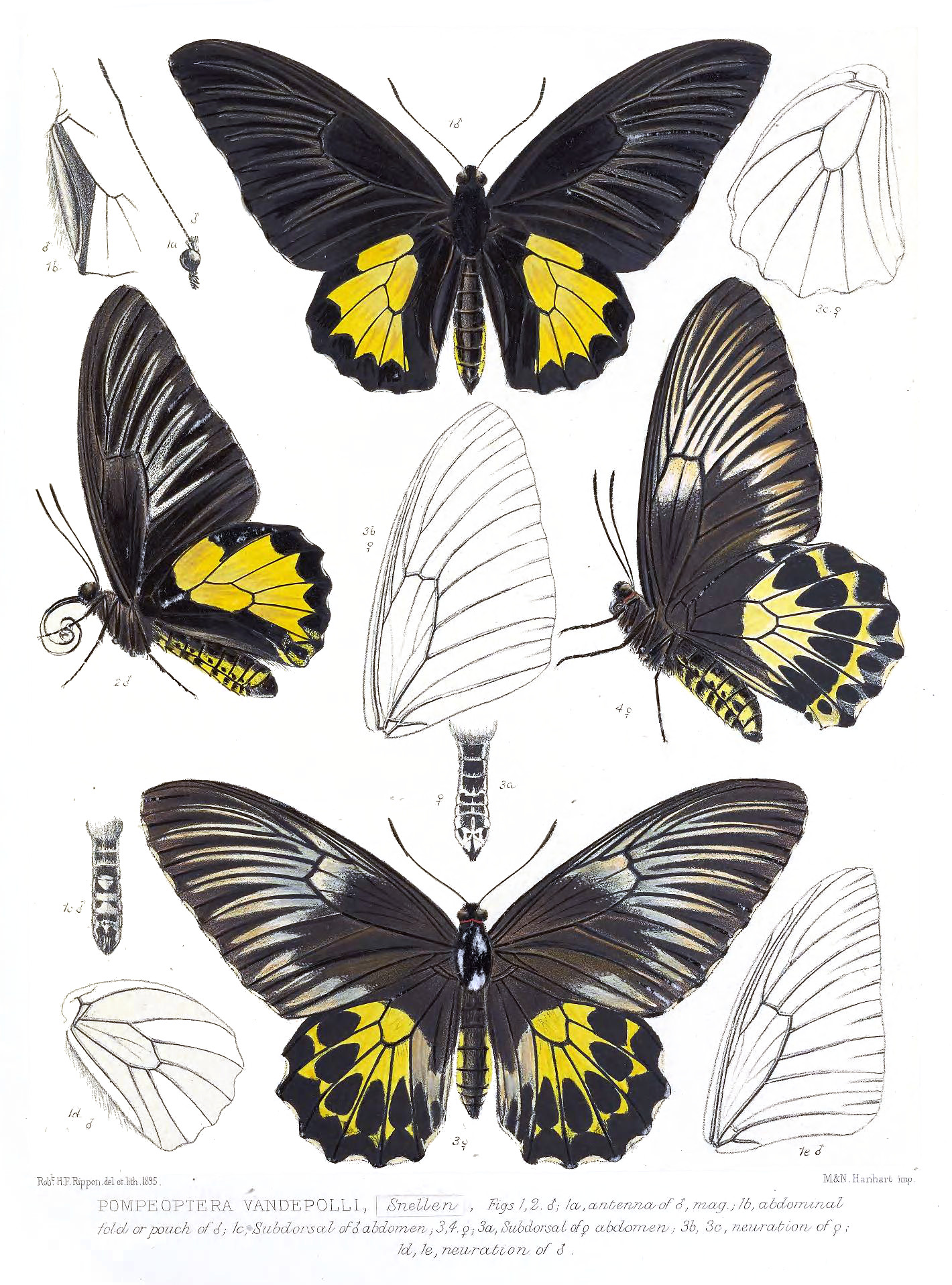
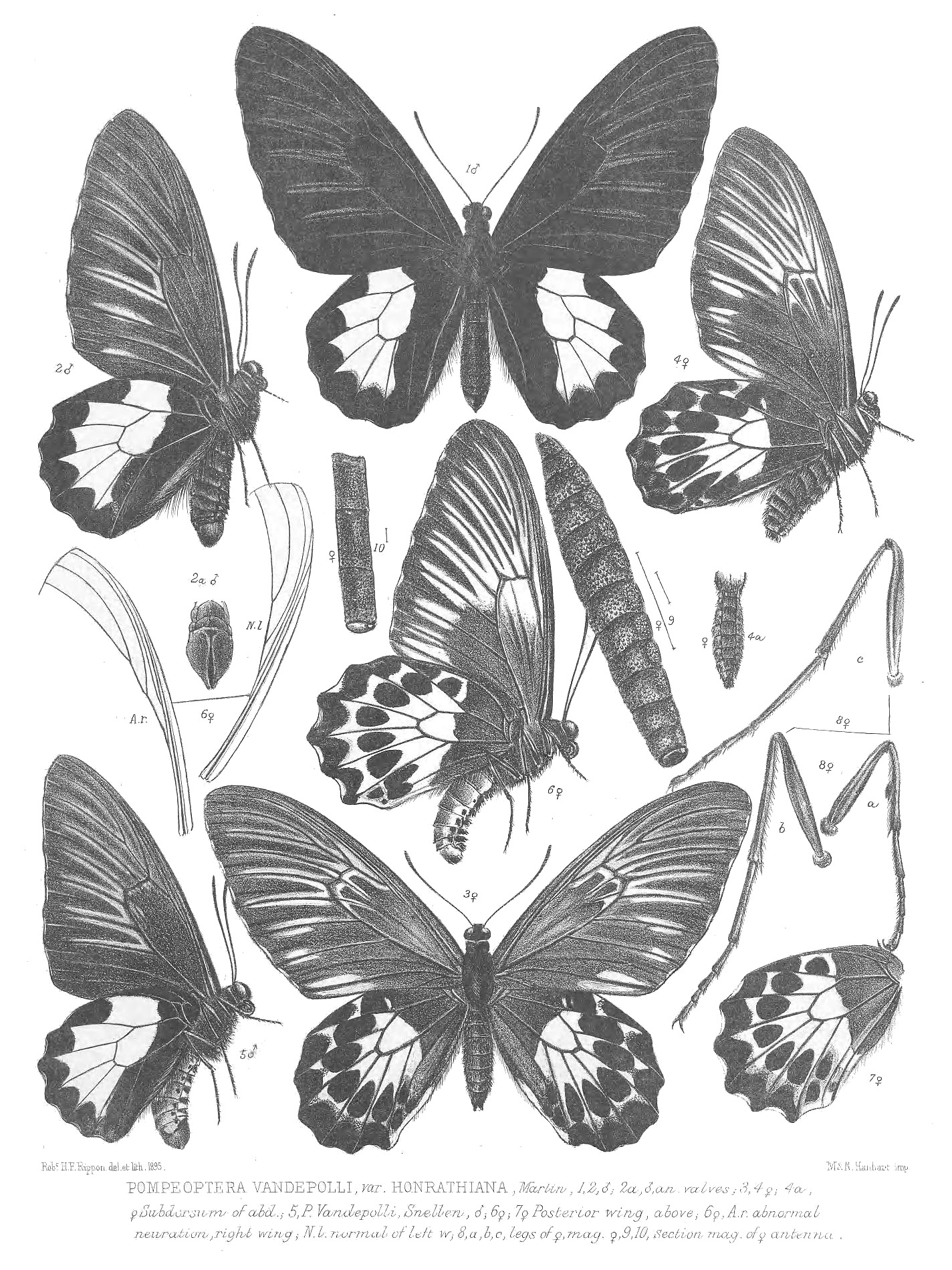

## Phân loại
Có 3 phân loài, đề cử, honrathiana Martin, 1892 (cao nguyên trên núi của Sumatra) và parrottei Deslisle, 1989 (S. Sumatra; Mt Dempo). Chúng được đặt theo tên của Eduard Honrath và R.E.Parrott.

## Khu vực địa lý sinh học
Indomalaya (Thềm Sunda).

## Các loài liên quan
Troides vandepolli là một thành viên của nhóm loài Troides haliphron. Các thành viên của nhánh này là:
- Troides haliphron (Boisduval, 1836)
- Troides darsius (Gray, [1853])
- Troides vandepolli (Snellen, 1890)
- Troides criton (C. & R. Felder, 1860)
- Troides riedeli (Kirsch, 1885)
- Troides plato (Wallace, 1865)
- Troides staudingeri (Röber, 1888)